# Palomares
Palomares er en mindre spansk landsby beliggende ved Middelhavet i provinsen Almería.
Landsbyens erhverv består hovedsageligt af landbrug, fiskeri og turisme.
En hovedattraktion, i Palomares, er ruinerne af borgen El Artial.

## Flystyrtet i 1966
Palomares er kendt som værende stedet, hvor en B-52 Stratofortress fra den amerikanske Strategic Air Command styrtede ned i 1966 medbringende fire brintbomber. Ved styrtet eksploderede to af bombernes konventionelle tændsatser, hvilket forårsagede spredning af radioaktivt materiale. De to øvrige bomber blev bjærget, den ene fra Middelhavet.
I 2001 oplyste Centro de Investigaciones Energéticas, Medioambientales y Tecnológicas (CIEMAT) at der fortsat er konstateret forhøjede niveauer af plutonium, uranium og americium i et området omkring Palomares.

## Ekstern henvisning og kilde
- Palomares diverse Arkiveret 17. april 2015 hos  Wayback Machine